# Charleston (danse)
Pour l’article homonyme, voir Charleston.
Ne doit pas être confondu avec Charlton Heston.
Le charleston est une célèbre danse de l'ère du jazz et du swing des Roaring Twenties américaine des années 1920.  

## Histoire
Le titre The Charleston (en) est composé par le pianiste de jazz américain James P. Johnson (considéré comme « le père du piano stride ») pour sa comédie musicale de Broadway « Runnin' Wild » créée le 29 octobre 1923 au Colonial Theatre de Manhattan à New York,. 

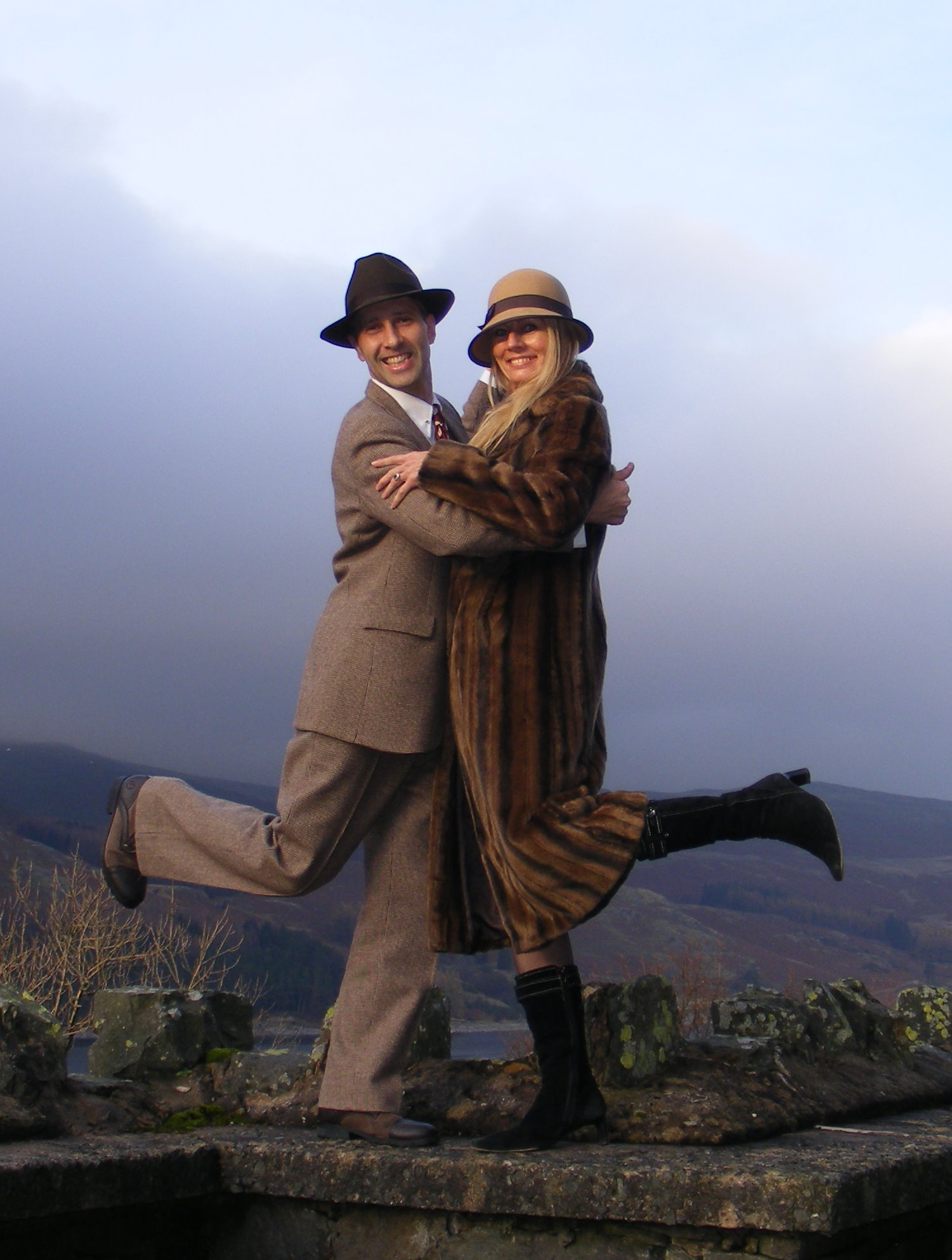
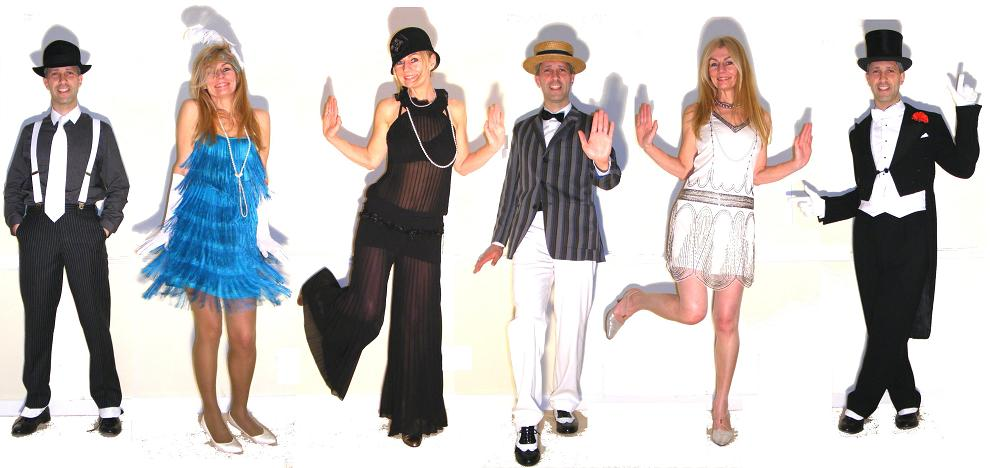

Sa musique est inspirée de celle des dockers Afro-Américains de Charleston en Caroline du Sud (dont il reprend le nom) avec un style dynamique et spectaculaire, à base de mélange de Early Jazz, de ragtime, de hot jazz et de swing, qui lui vaut un succès considérable de danse de société mondaine américaine à l'époque des « années vrombissantes » ou « années rugissantes » (Roaring Twenties),. Le succès de son spectacle contribue à créer un engouement international pour cette nouvelle danse jazz. 
Le charleston est introduit en France et en Europe (avec le French jazz et le jazz européen) durant les Années folles d'entre-deux-guerres, avec la Revue nègre de 1925 qui se produit alors au théâtre des Champs-Élysées de Paris, avec la célèbre meneuse de revue Joséphine Baker, qui le danse également avec un succès retentissant dans les principaux cabarets parisiens de l'époque. La danse est popularisée sur les scènes parisiennes à la fin de cette même année par des danseurs américains ou des danseuses de cabaret comme Miss Peggy Vere.

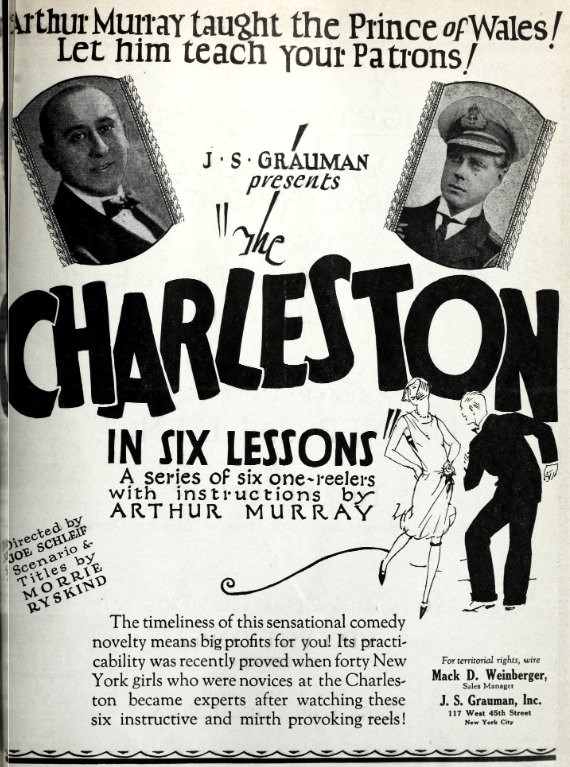
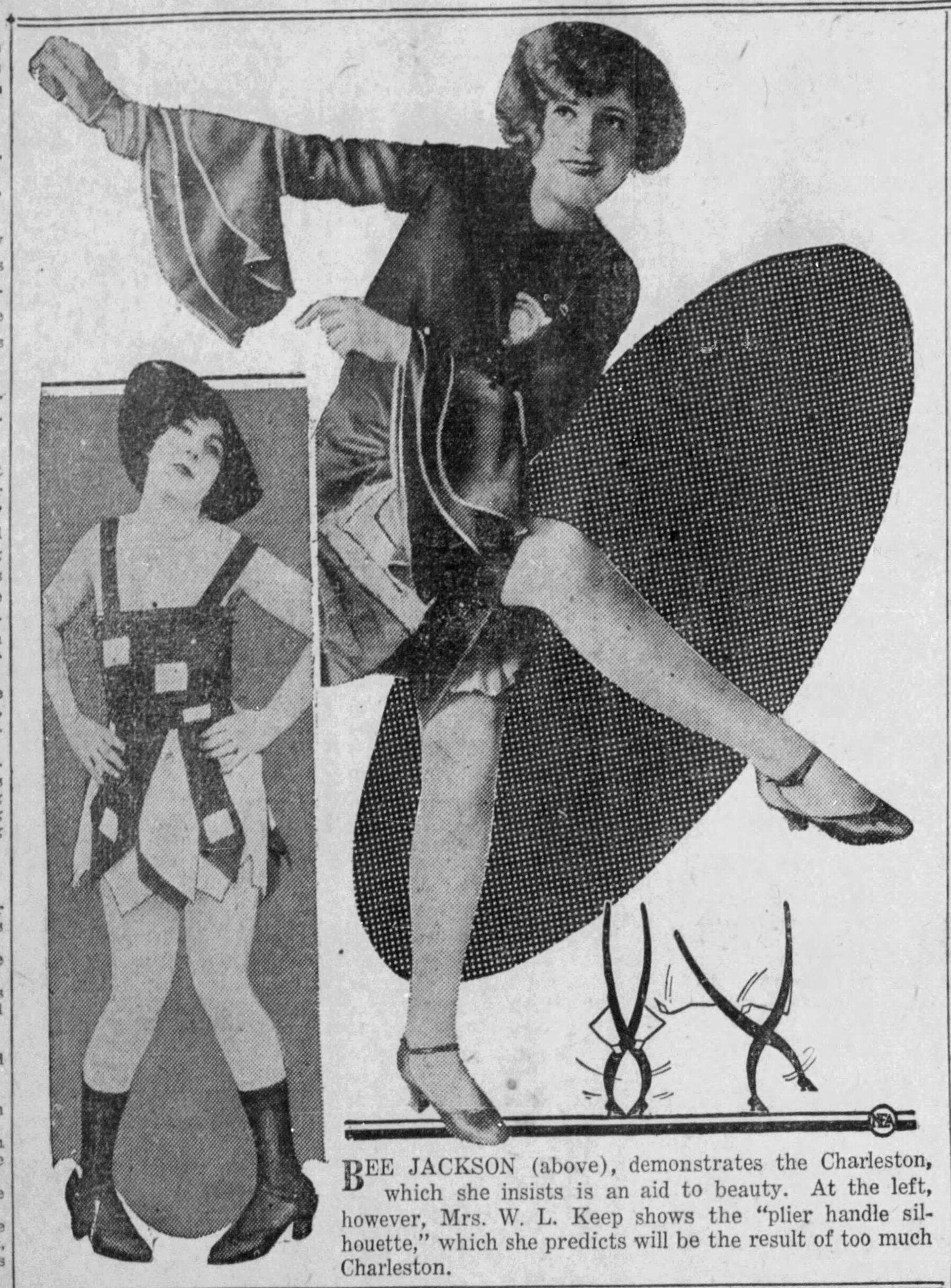
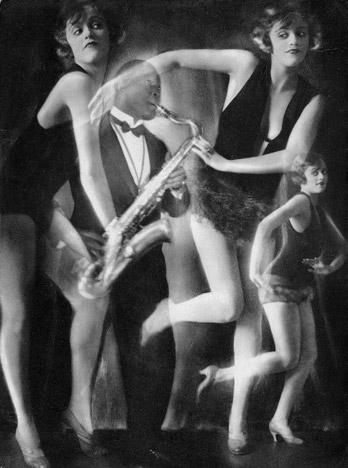
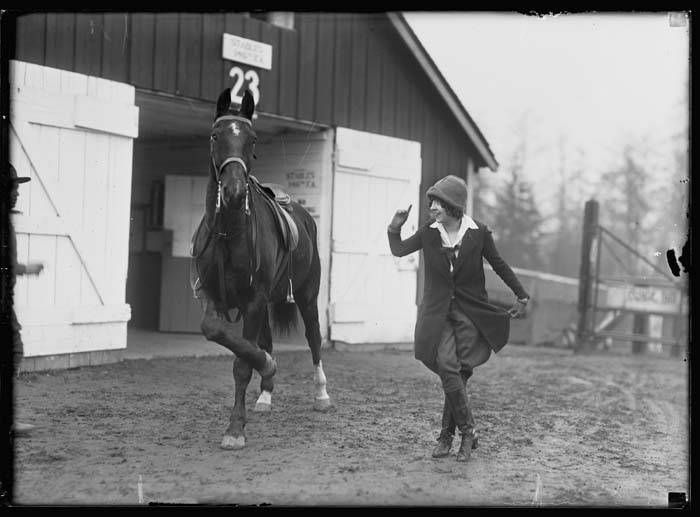
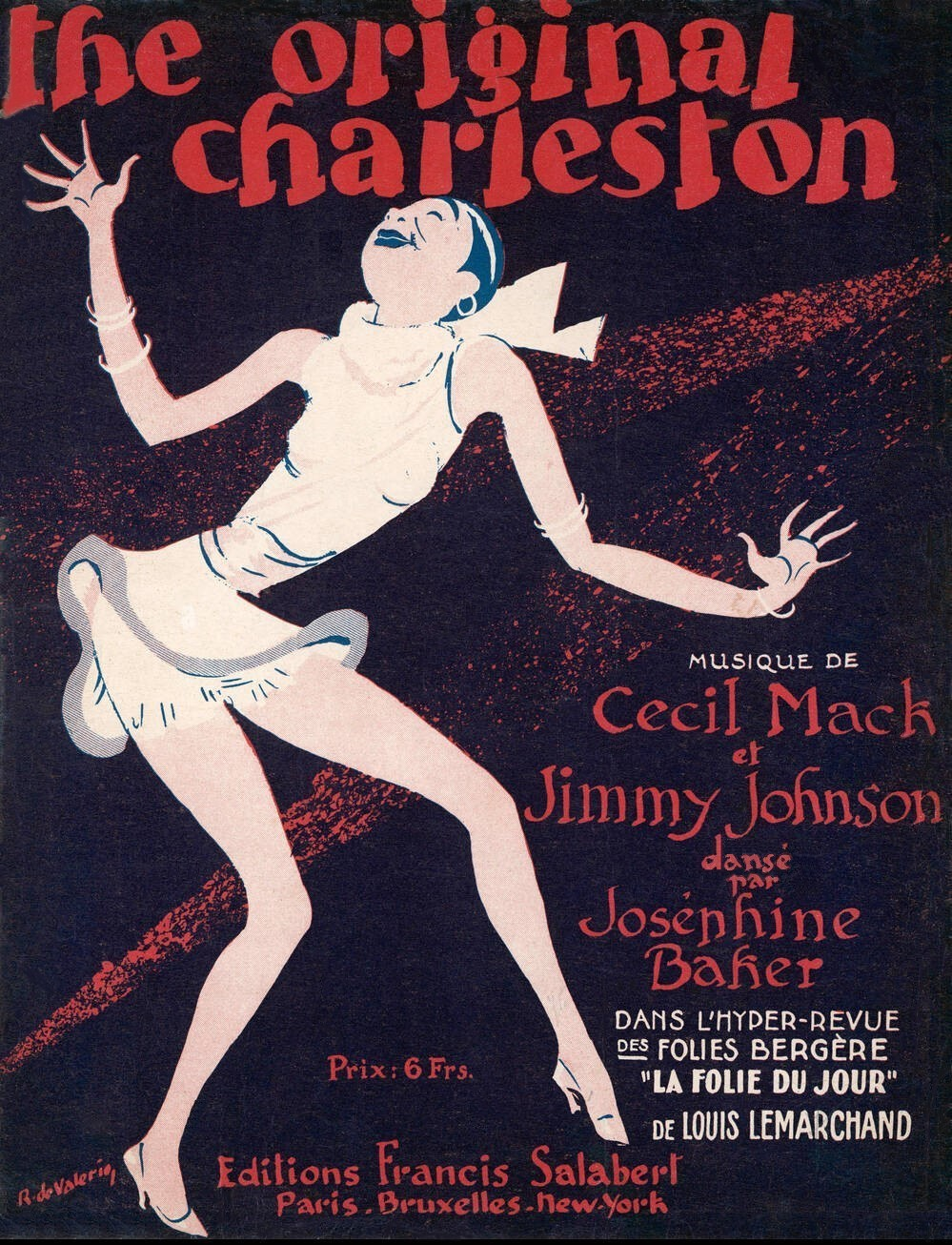
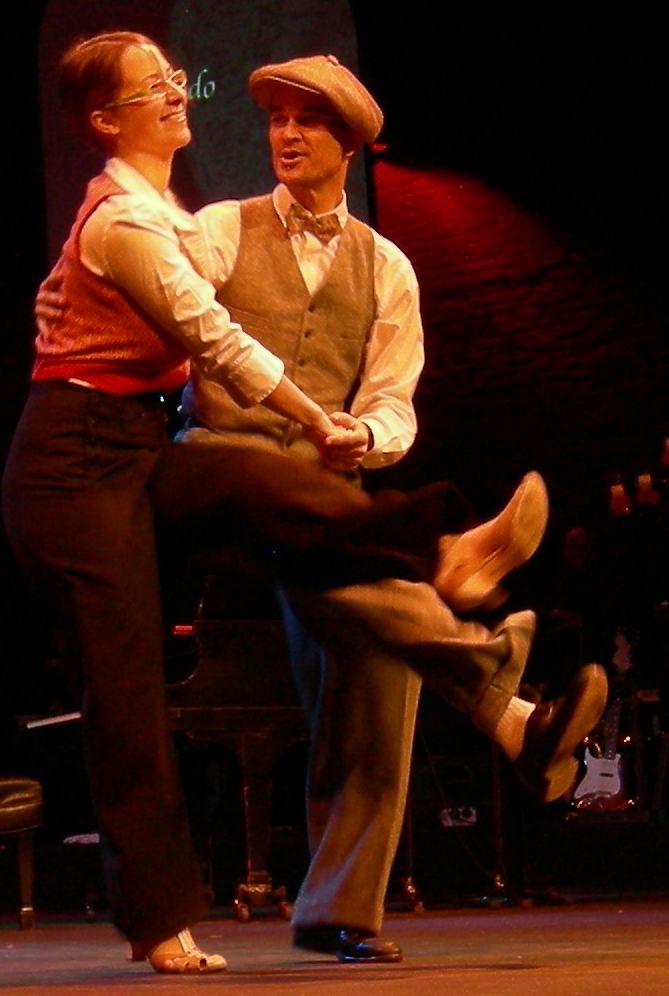

Le charleston se danse en solo, en duo ou en groupe, sur des rythmes endiablés du hot jazz, avec un tempo rapide de 50 à 75 battements par minute. Il est fondé sur des déplacements du poids du corps d'une jambe à l'autre, pieds tournés vers l'intérieur et genoux légèrement fléchis.
Cette danse est associée au mouvement de « mode Charleston » des années 1920, inspirée du mouvement Art déco très en vogue de l'époque, à base de robes de soirée et looks Charleston iconiques, glamour, garçonnes, et sensuelles, aux formes géométriques, couleurs, matières et coupes extravagantes, courtes et longues, légèrement cintrées, parées de paillettes, dentelles, plumes, franges et perles,,,,,...  
Le charleston passe de mode avec la Grande Dépression des années 1930, au détriment du swing et des big band jazz des années 1940, puis du rock 'n' roll des années 1950.

## Variantes
Le black bottom est une variante de cette danse, possédant la même rythmique binaire et syncopée que le charleston. Un des pas favoris de cette danse consiste à faire des pas sautillés en avant et en arrière (boogie).
Le charleston, et en particulier le collegiate charleston, est le précurseur direct du quickstep, de lindy hop et du jazz roots (danses des années swing nées dans le quartier Harlem de New York dans les années 1930, dansées respectivement en couple, en solo ou en groupe).

## Quelques titres de charleston
- 1923 : The Charleston (en), de James P. Johnson, version piano stride[17].
- 1925 : The Charleston, du Golden Gate Orchestra, intronisée au Registre national des enregistrements de Congrès des États-Unis[18].
- 1925 : Yes Sir, That's My Baby, d'Eddie Cantor.
- 1926 : Has Anybody Seen My Girl? (Five Foot Two, Eyes of Blue), de Ray Henderson (et Remix Electro-Swing Bang Bang (en) de 2013).
- 1961 : The Charleston, version de Chubby Checker avec des paroles d'origines de Cecil Mack (en)[19],[20].

## Au cinéma
Le charleston apparait dans quelques films au cinéma, dont :
- 1926 : La Folie du jour, spectacle de Joséphine Baker aux Folies Bergère de Paris.
- 1926 : Sur un air de charleston, de Jean Renoir[21].
- 1934 : Zouzou, avec Joséphine Baker et Jean Gabin[22].
- 1942 : La Folle Histoire de Roxie Hart, de William A. Wellman, avec Ginger Rogers dans le rôle de Roxie Hart[23].
- 1946 : La vie est belle, de Frank Capra[24].
- 1950 : No, No, Nanette, de David Butler, avec Doris Day et Gordon MacRae (de la comédie musicale No, No, Nanette de Broadway)[25].
- 1956 : Don't Knock the Rock, de Fred F. Sears, avec Bill Haley et Little Richard[26].
- 1974 : Gatsby le Magnifique, de Jack Clayton et Francis Ford Coppola, avec Robert Redford[27].
- 2011 : Minuit à Paris, de Woody Allen, interprétée par Enoch Light (en) et les Charleston City All Stars[28].
- 2013 : Gatsby le Magnifique, de Baz Luhrmann, avec Leonardo DiCaprio, avec le titre Bang Bang (en) de will.i.am (Remix Electro-Swing de Has Anybody Seen My Girl? (Five Foot Two, Eyes of Blue) de 1925[29]).